# Membres de l'Ordre national du Québec, par ordre alphabétique R
L'article contient une liste des membres de l'Ordre national du Québec. En 2011, il y a 810 personnes en tout qui font partie de cet ordre.
| \| Listes des membres de l'Ordre national du Québec \|            |
| A B C D E F G H I J K L M N O P Q R S T U V W X Y Z Non canadiens |
| Listes des membres de l'Ordre national du Québec                  |

| Nom                     | Grade          | Année | Occupation                                              |
| René Racine             | Officier       | 2005  | astronome                                               |
| Hubert Reeves           | Officier       | 1994  | astronome                                               |
| Gil Rémillard           | Chevalier      | 2004  | homme politique                                         |
| Ginette Reno            | Chevalière     | 2004  | chanteuse et actrice                                    |
| François Ricard         | Chevalier      | 1997  | essayiste et romancier                                  |
| Maurice Richard         | Officier       | 1985  | joueur de hockey                                        |
| Jean-Paul Riopelle      | Grand officier | 1994  | peintre                                                 |
| Michel Rivard           | Chevalier      | 2005  | chanteur                                                |
| Alphonse Riverin        | Officier       | 1994  | ancien recteur de l'Université du Québec à Chicoutimi   |
| Léa Roback              | Chevalière     | 2000  | féministe                                               |
| Michel Robichaud        | Chevalier      | 2001  | designer                                                |
| Louis Robitaille        | Chevalier      | 1996  | danseur de ballet                                       |
| Guy Rocher              | Chevalier      | 1991  | professeur de sciences sociales                         |
| Charles-E. Rochette     | Chevalier      | 1993  | fondateur du Groupe conseil Roche                       |
| David Rome              | Chevalier      | 1987  | écrivain d'origine lituanienne                          |
| Serge Rossignol         | Officier       | 2002  | professeur de physiologie                               |
| Michelle Rossignol      | Chevalière     | 2001  | actrice                                                 |
| Alfred Rouleau          | Grand officier | 1985  | administrateur québécois                                |
| Cécile Rouleau          | Officière      | 1987  | sociologue et syndicaliste                              |
| Guy A. Rouleau          | Officier       | 2007  | professeur, neurologue et généticien québécois          |
| Joseph-Alfred Rouleau   | Grand officier | 2004  | chanteur d'opéra.                                       |
| Michèle Rouleau         | Chevalière     | 1993  | militante féministe autochtone                          |
| Louis-Zéphirin Rousseau | Chevalier      | 1985  | ingénieur forestier                                     |
| Jean-Louis Roux         | Chevalier      | 1989  | comédien                                                |
| David J. Roy            | Officier       | 2000  | théologue, professeur                                   |
| Jean-Marie Roy          | Officier       | 2004  | architecte                                              |
| Raymond Royer           | Officier       | 2005  | président de la Fondation de l'Université de Sherbrooke |
| Claude Ryan             | Grand officier | 2006  | éditorialiste et politicien                             |